# دويلة

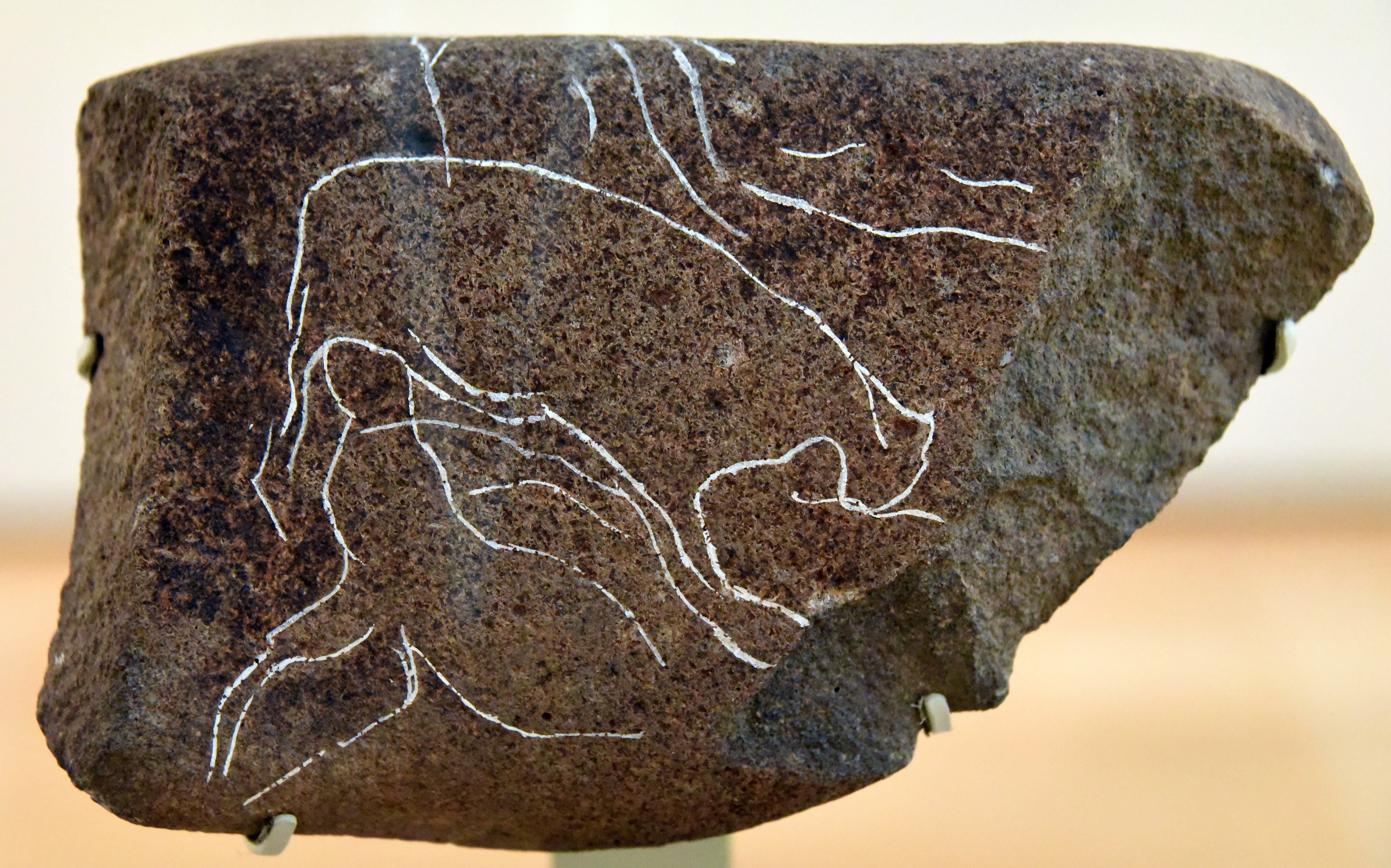
حجر بازلتي منقوش عليه مشهد يظهر حيوانين، ربما غزال. من دويلة، حوالي 6200 قبل الميلاد. المتحف البريطاني

موقع الدويلة الاثري Dhuweila هو موقع أثري في البادية الشرقية في الأردن. ويحتوي على بقايا معسكر صيد صغير، تم بناؤه واحتلاله لأول مرة في العصر الحجري الحديث المبكر وأعيد احتلاله، بعد فترة انقطاع، في العصر الحجري الحديث المتأخر.  يعود تاريخ احتلال العصر الحجري الحديث المبكر إلى الفترة ما بين 7360 و7080 قبل الميلاد.
تمت زيارة الموقع بشكل متقطع في فترات لاحقة. تعود إحدى هذه الحلقات إلى العصر الحجري النحاسي أو العصر البرونزي المبكر ( ق. 4450–3000 BCE )، تشتهر بترك بعض أقدم آثار أقمشة القطن المعروفة في العالم.تم تسجيل الموقع لأول مرة بواسطة أليسون بيتس عام 1981، وتم التنقيب فيه في عامي 1983 و1986.

## المهن اللاحقة والقطن المبكر
خلال الألفية التي تلت هجر مستوطنة دويلا من قبل سكان العصر الحجري الحديث المتأخر، زار البدو الرحل الموقع مجددًا، ربما للاستفادة من المأوى الذي توفره الآثار ما قبل التاريخ. وخلال إحدى هذه الزيارات، تركوا وراءهم عدة شظايا من الجص الجيري تحمل انطباعات لأنسجة قماشية منسوجة.
المنسوجات والقطن
أظهرت التحليلات أن الألياف المجهرية المستخرجة من هذه الشظايا تعود إلى القطن المحلي، وقد تم تأريخها إلى العصر الحجري النحاسي أو العصر البرونزي المبكر (حوالي 4450–3000 قبل الميلاد). في ذلك الوقت، لم يكن القطن منتشرًا، ويُرجح أنه استورد من النوبة أو وادي السند.
يُشير الباحث بيتس وزملاؤه إلى احتمال أن القطن وصل إلى الموقع على هيئة قطع من نفايات القماش التي جلبها البدو من قرى أخرى، مما يعكس الروابط الطويلة الأمد التي كانت تربط البدو الرحل في شمال الجزيرة العربية بثقافات أخرى في تلك الفترة. جدير بالذكر أن بقايا دويلا كانت تُعد أقدم دليل على وجود أقمشة قطنية حتى اكتشف أمثلة أقدم في مهرغار بباكستان عام 2002. 
النقوش
كما ترك البدو أيضًا العديد من النقوش الصفائية في محيط ديويلة، والتي يعود تاريخها إلى القرن الأول قبل الميلاد إلى القرن الرابع الميلادي. ويشير أحد المصادر إلى وجود صراع بين القبائل المحلية والأنباط:
| l-ḥls bn mlk w-rcy f-tẓr h-mẓr f-hrḍy ġnmt m-nbṭ [w]cqbt | By ḥls son of mlk and he grazed [the animals], and waited [on] the watching tower. Ô Radhy, (grant) booty and vengeance from the Nabataeans. "بواسطة 'ḥls' ابن 'mlk' وقد رعى [الحيوانات]، وراقب [من] برج المراقبة. يا راضي، (امنح) الغنيمة والانتقام من الأنباط." |
| —Dhuweila Inscription No. 8                              | —ترجمة (الزُعبي والمعاني 2018) |

## انظر ايضا
- العصر الحجري الحديث

## روابط خارجية
- حجر مزخرف من دويلة في المتحف البريطاني